# Мандрівник-дослідник

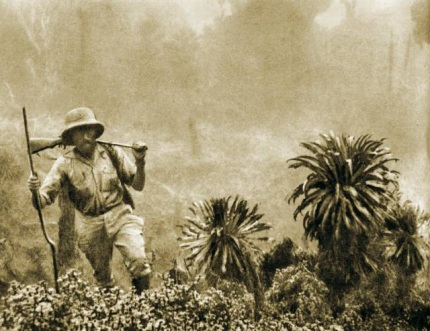
Казімєж Новак у горах Рувензорі (прикордоння Уганди та Конго).

Мандрівник-дослідник (англ. Explorer) — науковець, який досліджує нові континенти або морської території.
Дослідників, які займаються вивченням полярних областей, називають полярними дослідниками.